# 鴨王2
《鴨王2》（英語：The Gigolo 2）是2016年上映的一部香港三級片喜劇電影。由王晶監製，姜國民擔任導演，並由何浩文、文凱玲、林子善、鍾采羲領銜主演。

## 劇情
承接上部，何巨峯（何浩文 飾）開場白交代，原本何巨峯與Chloe開了間酒吧後，因為一次的背叛，Chloe把酒吧股權轉送何巨峯，成為老闆。另外剛踏入職場的Monica（文凱玲 飾），因為不懂得討好、服務客人，透過二筒姐的介紹底下，開始向何巨峯討教，原本一心處於半退休的他，開始重返職場，傳授性愛技巧予Monica，因而開始產生情愫，
漸漸步入婚姻，在這期間Isabel回港後，再與何巨峯發生性關係意外懷孕，後誰知惹來橫禍。

## 演員
| 演員   | 角色        | 暱稱／關係                         |
| 何浩文 | 何巨峯      | 鴨王（男妓）、演員、酒吧老闆       |
| 文凱玲 | Monica      | 電視台三四線姐仔                   |
| 林子善 | Dick        | 何巨峯的入室徒弟                   |
| 鍾采羲 | Sushi       | 電視台三四線姐仔，Monica的好姐妹。 |
| 林莉嫻 | Isabel      | 律師                               |
| 麥家琪 | 二筒姐      | 鴇母                               |
| 唐紫睿 | Yoyo姐      | 電視台一姐仔                       |
| 何華超 | 大 Deal 哥  |                                    |
| 梁焯滿 | 龍少        |                                    |
| 白健恩 | Monica 男友 |                                    |
| 梁敏儀 | Mona        | 大 Deal哥的妻子                    |
| 王婉悠 | Sara        |                                    |
| 喬寶寶 |             |                                    |

## 分級
| 國家/地區 | 分級   |
| 香港      | III級  |
| 台灣      | 辅15级 |
| 新加坡    | M18    |

## 軼事
男主角何浩文在電影宣傳期間曾宣稱希望《鴨王2》成績比上集好，揚言若票房過千萬元便冬天裸泳回饋觀眾，並將片段上載到網，可是最後續集卻僅得前集的一半票房。

## 外部連結
- 香港影庫上《鴨王2》的資料（繁體中文）
- 互联网电影数据库（IMDb）上《鴨王2》的资料（英文）